# Alex Munter
Alexander Mathias "Alex" Munter (sinh ngày 29 tháng 4 năm 1968) là Chủ tịch và Giám đốc điều hành (Giám đốc điều hành) của Bệnh viện Nhi đồng Đông Ontario (CHEO), đồng thời là một cựu quan chức và chủ doanh nghiệp được bầu tại Ottawa, Ontario, Canada.

## Giải thưởng
Munter đã giành được nhiều giải thưởng từ một loạt các tổ chức vì những đóng góp của anh ấy cho cộng đồng, bao gồm Trung tâm Nghiện và Sức khỏe Tâm thần, Viện Sức khỏe Trẻ em Canada, United Way/Centraide Ottawa, Ngân hàng Phát triển Kinh doanh Liên bang, l'Association Canadienne-Française de l'Ontario d'Ottawa, Lãnh đạo Ottawa và Hiệp hội Công nhân Xã hội Ontario.